# Iepenhof (Hoofddorp)
De Iepenhof is een algemene begraafplaats naast de hervormde kerk aan de Hoofdweg in Hoofddorp. De begraafplaats werd op 1 februari 1860 geopend en is een van de oudste begraafplaatsen in de Haarlemmermeer.

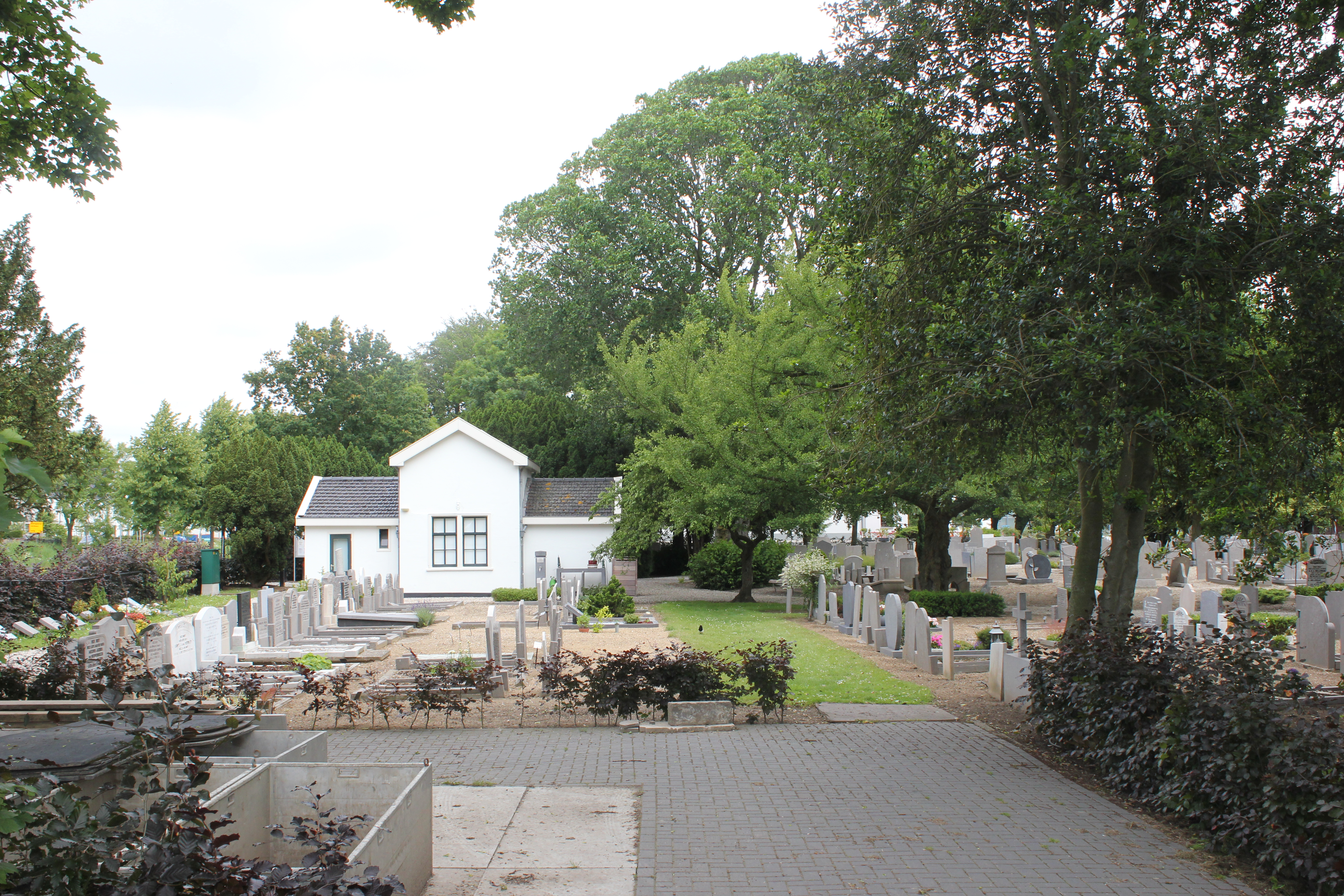
Het baarhuisje op De Iepenhof

 Het negentiende-eeuwse Iepenhof dankt zijn naam aan de zes groten iepen die op de begraafplaats stonden. Vijf van deze bomen zijn inmiddels door de iepenziekte geveld: alleen de grote pluimiep (omvang 3,5 meter) bij de ingang van de begraafplaats staat nog steeds overeind. Tijdens de Eerste Wereldoorlog was er een uitkijktoren gevestigd boven in deze boom. In het midden van de begraafplaats staat ook een witgeverfd baarhuis (1877), de plek waar in de negentiende eeuw de doden opgebaard konden worden. Het baarhuis is heden ten dage in gebruik als een diensthuis. Het (tegenwoordig incomplete) smeedijzeren hek (1873) bij de ingang van de begraafplaats is versierd met diverse symbolen van de dood, zoals een schedel, een fakkel en een zeis. Begraafplaats Taxushof in het nabijgelegen Nieuw-Vennep heeft eenzelfde, compleet hek (1875) bij de ingang; hierbij zijn de zijvleugels van het hek wel bewaard gebleven. Zowel begraafplaats Iepenhof als de nabijgelegen kerk en pastorie staan op een terp.

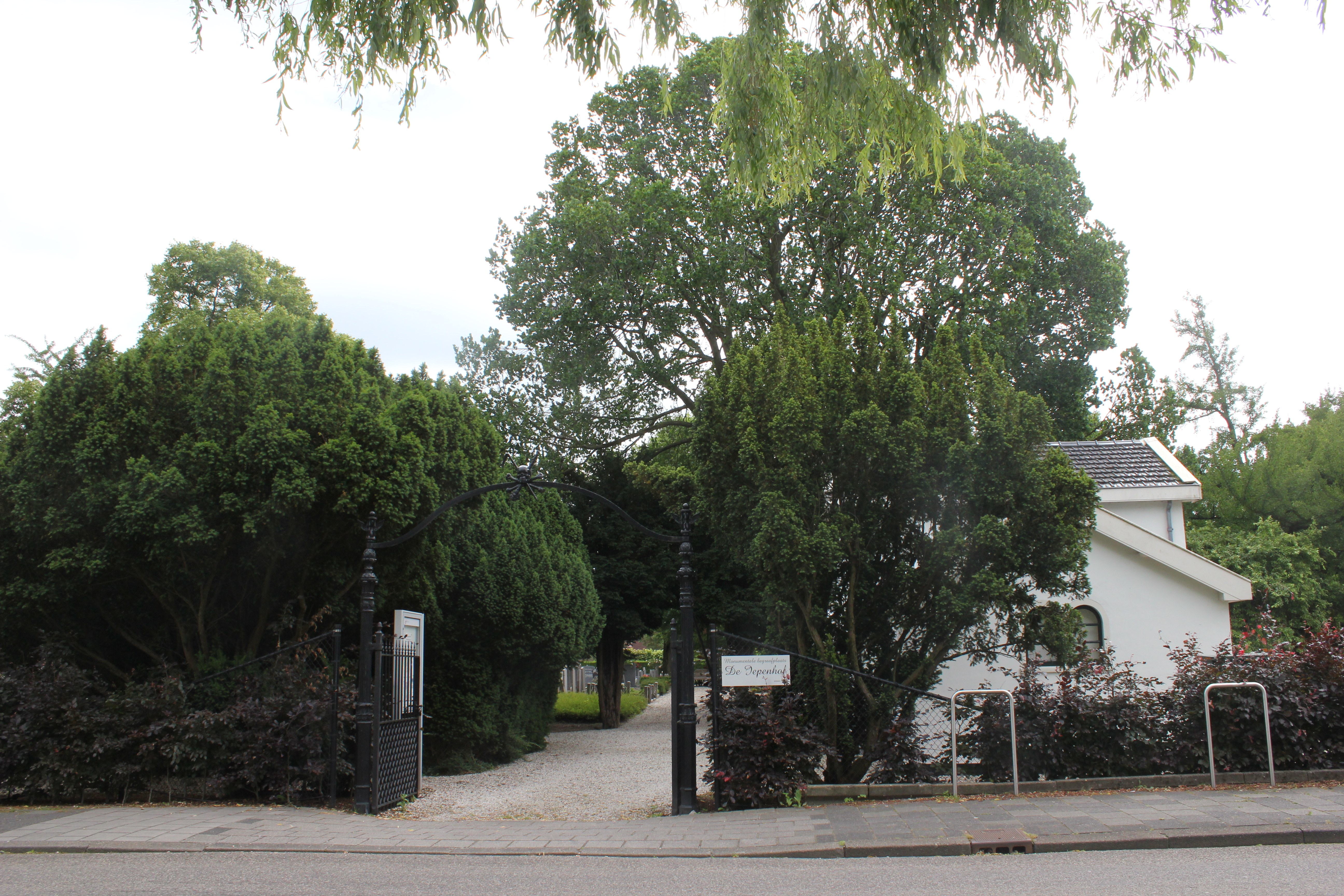
Ingang van de Iepenhof met het openstaande smeedijzeren hek

Op de begraafplaats ligt onder anderen Dirk David Buurman, die modelstond voor het personage Dik Trom uit de verhalen van C. Joh. Kieviet, begraven. Verder liggen op de begraafplaats diverse mensen begraven die betrokken waren bij de drooglegging van de Haarlemmermeer.